# ماروت‌ها
ماروت‌ها (سانسکریت: मरुत) خدایان طوفان و پسران «رودرا» و «پریسنی» هستند. تعداد ماروت‌ها از ۲۷ تا شصت متغیر است (سه برابر شصت در RV 8.96.8). آنها بسیار خشن و تهاجمی هستند، به عنوان خدایان مسلح به سلاح‌های طلایی مانند صاعقه، دارای دندان‌های آهنی و غرشی به مانند شیر، ساکن در شمال، سوار بر ارابه‌های طلایی (گردونه) که توسط اسب‌های سرخ رنگ کشیده شده‌اند، توصیف می‌شوند.
در اساطیر دین ودائی، ماروت‌ها به عنوان همراهان ایندرا ایندرا به عنوان گروهی از جنگجویان جوان عمل می‌کنند. به گفته اسطوره‌شناس تطبیقی فرانسوی ژرژ دومزیل، آنها هم خانواده اینهریار و شکار وحشی هستند.